# Parque nacional Fuentes Termales de Guadalupe Mabugnao Mainit
El Parque nacional Fuentes Termales de Guadalupe Mabugnao Mainit es un área protegida de Filipinas situada en el Barangay Guadalupe en Carcar, Cebú, a unos 50 kilómetros de la capital provincial, la ciudad de Cebú. El parque cubre un área de 57,50 hectáreas ocupando una reserva de la cuenca forestal importante en la cordillera de Mantalongon central. Fue declarado parque nacional en 1972 en virtud de la Ley de la República N º 6429.
El parque es frecuentado por visitantes a diario por sus aguas termales y piscinas, en torno a las cuales se han desarrollado residencias vacacionales.